# Chris Klein (actor)
Frederick Christopher "Chris" Klein (Hinsdale, Illinois, 14 de marzo de 1979) es un actor estadounidense. Es conocido por haber interpretado a Chris "Oz" Ostreicher en American Pie.

## Biografía

### Primeros años
Klein nació y se crio en Hinsdale (Illinois), siendo el segundo de los tres hijos de Terry, una maestra de preescolar, y de Frank Klein, un ingeniero. Su hermana mayor Debbie nació en 1978 y su hermano menor nació en 1982. Siendo un niño, Klein tuvo su primera experiencia teatral cuando cantó "This Little Light of Mine" en un teatro comunitario de Chicago. Klein vivió en Hinsdale durante 13 años, antes de que su familia decidiera mudarse a Omaha (Nebraska). En la Millard West High School (Escuela Secundaria del Oeste de Millard), Klein participó en la producción escolar de West Side Story y jugó como mariscal de campo y linebacker en el equipo de fútbol americano de la escuela. Durante su último año de secundaria, el director Alexander Payne, mientras buscaba actores en Omaha, reclutó a Klein para su primer trabajo profesional como actor en la película Election.
En 2019 dio vida a Cigarra en la serie The Flash.

### Carrera
Luego de audicionar para el filme, Payne eligió a Klein y se inició la filmación. Election fue estrenada en abril de 1999 y recibió críticas positivas. Poco después, Klein asistió brevemente a la Universidad Cristiana de Texas, donde estudió teatro y fue miembro de Lambda Chi Alpha. Luego de esto, actuó en American Pie, la cual fue estrenada el 9 de julio de 1999 y fue un éxito de taquilla. Klein ha aparecido en varios filmes enfocados hacia adolescentes, tales como Sólo Amigos y American Dreamz.

### Vida personal
En enero de 2000, Klein y la actriz Katie Holmes iniciaron una relación. La pareja se comprometió en 2004, pero se separaron a principios de 2005. También salió con la actriz Ginnifer Goodwin. Sin embargo, se separaron en diciembre de 2008.

## Filmografía
- The Flash (2018-19)
- Authors Anonymous (2014)
- American Pie: el reencuentro (2012)
- The Wild Bunch (2012)
- Wilfred (2011)
- Caught in the Crossfire (2010)
- The Six Wives of Henry LeFay (2009)
- Play Dead (2009, directamente para video)
- Street Fighter: The Legend of Chun-Li (2009)
- Hank and Mike (2008)
- New York City Serenade (2007)
- Day Zero (2007)
- The Good Life (2007)
- Welcome to The Captain (2007, serie TV)
- The Valley of Light (2007, telefilme)
- Lenexa, 1 Mile (2006)
- American Dreamz (2006)
- The Long Weekend (2006)
- American Dad (2006, serie TV, voz, episodio "With Friends Like Steve's")
- Sólo Amigos (2005)
- Tilt-A-Whirl (2005, cortometraje)
- El mundo de Leland (2003)
- We were soldiers (2002)
- Rollerball (2002)
- American Pie 2 (2001)
- Dime que no es verdad (2001)
- Here on Earth (2000)
- American Pie (1999)
- Election (1999)